# Pocomoke City
Pocomoke City é uma cidade localizada no estado americano de Maryland, no Condado de Worcester.

## Demografia
Segundo o censo americano de 2000, a sua população era de 4098 habitantes.
Em 2006, foi estimada uma população de 3897, um decréscimo de 201 (-4.9%).

## Geografia
De acordo com o United States Census Bureau tem uma área de
8,5 km², dos quais 7,9 km² cobertos por terra e 0,6 km² cobertos por água. Pocomoke City localiza-se a aproximadamente 2 m acima do nível do mar.

## Localidades na vizinhança
O diagrama seguinte representa as localidades num raio de 20 km ao redor de Pocomoke City.